# K-tupla de números primos
En teoría de números, una k-tupla de números primos es una colección finita de valores que representan un patrón repetible de diferencias entre números primos. Para una k-tupla (a, b, ...), las posiciones donde la k-tupla coincide con un patrón en los números primos están dadas por el conjunto de enteros n tales que todos los valores (n + a, n + b, ...) son primos. Normalmente, el primer valor de la k-tupla es 0 y el resto son números pares e impares positivos distintos.

## Patrones con nombre
A continuación figuran varias de las k-tuplas más cortas que se conocen por otros nombres comunes:
| (0, 2)                              | Primos gemelos                      |
| (0, 4)                              | Primos primos                       |
| (0, 6)                              | Primos sexis                        |
| (0, 2, 6), (0, 4, 6)                | Tripletes primos                    |
| (0, 6, 12)                          | Tripletes primos sexis              |
| (0, 2, 6, 8)                        | Cuadrupletes primos, décadas primas |
| (0, 6, 12, 18)                      | Cuadrupletes primos sexis           |
| (0, 2, 6, 8, 12), (0, 4, 6, 10, 12) | Quintupletes primos                 |
| (0, 4, 6, 10, 12, 16)               | Sextupletes primos                  |

La secuencia OEIS A257124 cubre 7-tuplas ("septillizos principales") y contiene una descripción general de las secuencias relacionadas, como las tres secuencias correspondientes a las tres 8-tuplas admisibles (octillizos primos) y la unión de todas las 8-tuplas. El primer término en estas secuencias corresponde al primer primo en la constelación de primos más pequeña que se muestra a continuación.

## Admisibilidad
Para que una k-tupla tenga infinitas posiciones en las que todos sus valores sean primos, no puede existir una p prima tal que la tupla incluya todos los valores posibles diferentes de módulo p. Porque, si existiera tal primo p, entonces no importa qué valor de n se eligiera, uno de los valores formados al sumar n a la tupla sería divisible por  p, por lo que solo podría haber un número finito de ubicaciones principales (solo aquellas que incluyen la propia p). Por ejemplo, los números en una k-tupla no pueden tomar los tres valores 0, 1 y 2 módulo 3; de lo contrario, los números resultantes siempre incluirían un múltiplo de 3 y, por lo tanto, no todos podrían ser primos a menos que uno de los números sea 3. Una k-tupla que satisface esta condición (es decir, no tiene una p para la cual cubra todos los diferentes valores módulo p) se denomina admisible.
Se conjetura que cada k-tupla admisible coincide con un número infinito de posiciones en la secuencia de números primos. Sin embargo, no hay ninguna tupla admisible para la que se haya probado esto excepto la tupla 1 (0). Sin embargo, por la famosa prueba de Yitang Zhang de 2013 se deduce que existe al menos una 2-tupla que coincide con infinitas posiciones; el trabajo posterior demostró que existe una 2-tupla con valores que difieren en 246 o menos que coincide con infinitas posiciones.

### Posiciones emparejadas por patrones inadmisibles
Aunque (0, 2, 4) no es admisible, produce el conjunto único de números primos (3, 5, 7).
Algunas k-tuplas inadmisibles tienen más de una solución prima. Esto no puede suceder para una k-tupla que incluye todos los valores módulo 3, por lo que para tener esta propiedad, una k-tupla debe cubrir todos los valores módulo un primo mayor, lo que implica que hay al menos cinco números en la tupla. La tupla inadmisible más corta con más de una solución es la tupla de 5 elementos (0, 2, 8, 14, 26), que tiene dos soluciones: (3, 5, 11, 17, 29) y (5, 7, 13, 19, 31), donde se incluyen todas las congruencias (mod 5) en ambos casos.

## Constelaciones de primos
El diámetro de una k-tupla es la diferencia de sus elementos más grandes y más pequeños. Una k-tupla prima admisible con el diámetro d más pequeño posible (entre todas las k-tuplas admisibles) es una constelación prima. Para todo n ≥ k esto siempre producirá números primos consecutivos. (debe recordarse que todos los n son números enteros cuyos valores (n + a, n + b, ...) son primos).
Esto significa que, para n grande:
pn+k−1 − pn ≥ d
donde pn es el n-ésimo primo.
Las primeras constelaciones primas son:
| k | d  | Constelación | más pequeña |
| - | -- | --- | --- |
| 2 | 2  | (0, 2) | (3, 5) |
| 3 | 6  | (0, 2, 6) (0, 4, 6) | (5, 7, 11) (7, 11, 13) |
| 4 | 8  | (0, 2, 6, 8) | (5, 7, 11, 13) |
| 5 | 12 | (0, 2, 6, 8, 12) (0, 4, 6, 10, 12) | (5, 7, 11, 13, 17) (7, 11, 13, 17, 19) |
| 6 | 16 | (0, 4, 6, 10, 12, 16) | (7, 11, 13, 17, 19, 23) |
| 7 | 20 | (0, 2, 6, 8, 12, 18, 20) (0, 2, 8, 12, 14, 18, 20)                                                                                      | (11, 13, 17, 19, 23, 29, 31) (5639, 5641, 5647, 5651, 5653, 5657, 5659) |
| 8 | 26 | (0, 2, 6, 8, 12, 18, 20, 26) (0, 2, 6, 12, 14, 20, 24, 26) (0, 6, 8, 14, 18, 20, 24, 26)                                                | (11, 13, 17, 19, 23, 29, 31, 37) (17, 19, 23, 29, 31, 37, 41, 43) (88793, 88799, 88801, 88807, 88811, 88813, 88817, 88819)                                                     |
| 9 | 30 | (0, 2, 6, 8, 12, 18, 20, 26, 30) (0, 4, 6, 10, 16, 18, 24, 28, 30) (0, 2, 6, 12, 14, 20, 24, 26, 30) (0, 4, 10, 12, 18, 22, 24, 28, 30) | (11, 13, 17, 19, 23, 29, 31, 37, 41) (13, 17, 19, 23, 29, 31, 37, 41, 43) (17, 19, 23, 29, 31, 37, 41, 43, 47) (88789, 88793, 88799, 88801, 88807, 88811, 88813, 88817, 88819) |

El diámetro d en función de k figura en (sucesión A008407 en OEIS).
Una constelación prima a veces se denomina k-tuplete primo, pero algunos autores reservan ese término para instancias que no forman parte de k-tuplas más largas.
La primera conjetura de Hardy-Littlewood predice que se puede calcular la frecuencia asintótica de cualquier constelación prima. Si bien la conjetura no está probada, se considera probable que sea cierta. Si ese es el caso, implica que la segunda conjetura de Hardy-Littlewood, en cambio, es falsa.

## Progresiones aritméticas primas
Una k-tupla prima de la forma (0, n, 2n, 3n, ..., (k−1) n) se dice que es una progresión aritmética prima. Para que tal k-tupla cumpla con la prueba de admisibilidad, n debe ser un múltiplo del primorial de k.

## Números de Skewes
Los números de Skewes para k-tuplas son una extensión de la definición de número de Skewes para k-tuplas primas basadas en primos gemelos (Tóth (2019)). Sea {\displaystyle P=(p,p+i_{1},p+i_{2},...,p+i_{k})} una k-tupla prima, {\displaystyle \pi _{P}(x)} el número de primos {\displaystyle p} por debajo de {\displaystyle x} tales que {\displaystyle p,p+i_{1},p+i_{2},...,p+i_{k}} son todos primos, sea {\displaystyle \operatorname {li_{P}} (x)=\int _{2}^{x}{\frac {dt}{(\ln t)^{k+1}}}} y {\displaystyle C_{P}} sea su constante de Hardy-Littlewood (véase primera conjetura de Hardy-Littlewood). Entonces el primer primo {\displaystyle p} que viola la desigualdad de Hardy-Littlewood para la k-tupla {\displaystyle P}, es decir, tal que
{\displaystyle \pi _{P}(p)>C_{P}\operatorname {li} _{P}(p),}
(si existe tal número primo) es el "número de Skewes para {\displaystyle P}".
La siguiente tabla muestra los números de Skewes actualmente conocidos para k-tuplas de números primos:
| k-tupla prima                               | Número de Skewes   | Encontrado por          |
| ------------------------------------------- | ------------------ | ----------------------- |
| (p, p+2)                                    | 1369391            | Wolf (2011)             |
| (p, p+4)                                    | 5206837            | Tóth (2019)             |
| (p, p+2, p+6)                               | 87613571           | Tóth (2019)             |
| (p, p+4, p+6)                               | 337867             | Tóth (2019)             |
| (p, p+2, p+6, p+8)                          | 1172531            | Tóth (2019)             |
| (p, p+4, p+6, p+10)                         | 827929093          | Tóth (2019)             |
| (p, p+2, p+6, p+8, p+12)                    | 21432401           | Tóth (2019)             |
| (p, p+4, p+6, p+10, p+12)                   | 216646267          | Tóth (2019)             |
| (p, p+4, p+6, p+10, p+12, p+16)             | 251331775687       | Tóth (2019)             |
| (p, p+2, p+6, p+8, p+12, p+18, p+20)        | 7572964186421      | Pfoertner (2020)        |
| (p, p+2, p+8, p+12, p+14, p+18, p+20)       | 214159878489239    | Pfoertner (2020)        |
| (p, p+2, p+6, p+8, p+12, p+18, p+20, p+26)  | 1203255673037261   | Pfoertner / Luhn (2021) |
| (p, p+2, p+6, p+12, p+14, p+20, p+24, p+26) | 523250002674163757 | Luhn / Pfoertner (2021) |
| (p, p+6, p+8, p+14, p+18, p+20, p+24, p+26) | 750247439134737983 | Pfoertner / Luhn (2021) |

El número de Skewes (si existe) para primos sexis {\displaystyle (p,\ p+6)} aún se desconoce.